# Marseillette
Marseillette é uma comuna francesa na região administrativa de Occitânia, no departamento de Aude. Estende-se por uma área de 11,17 km². Em 2010 a comuna tinha 721 habitantes (densidade: 64,5 hab./km²).